# Mezmajskajahulen
Mezmajskajahulen (russisk: Мезмайская пещера) er en forhistorisk hule ved den højre bred af Sukhoj Kurdzhips (en biflod til floden Kurdsjips) i den sydlige russiske republik Adygeja i de nordvestlige forbjerge til det nordlige Kaukasus.

## Arkæologi

### Neandertalere
De første udgravninger i hulen viste fund af redskaber fra mousteriankulturen fra den sidste istid. Der blev konstateret syv lag i udgravningerne, der blev dateret til at være mellem ca. 70.000 til 40.000 år gamle.
Der blev under udgravningerne fundet rester af tre personer, der betegnes som neandertalere. Den første, Mezmajskaja 1, blev fundet i 1993 og er et næsten komplet og velbevaret skelet. Det blev antaget, at der er tale om et spædbarn, omkring to uger gammelt; det yngste neandertaler-individ der er fundet. Mezmajskaja 1 er indirekte dateret til at være mellem 70-60.000 år gammel. Der er yderligere i 1994 fundet 24 fragmenter fra et 1-2 år gammelt neandertal-barn, Mezmajskaja 2. En tand er blevet knyttet til et tredje individ, Mezmajskaja 3. Mezmajskaja 2 blev fundet i det andet lag, der er dateret til at være 42.650-41.010 år gammelt.
Det har været muligt at isolere DNA fra fundene, herunder mtDNA, der har givet viden om neandetalernes udvikling og om den evolutionære sammenhæng mellem neandertalere og det moderne menneske.

### Fauna
Fund af dyreknogler i hulen har været relativt velbevarede, med mange knogler havende spor af at have været bearbejdet med stenredskaber. Det fleste rester af pattedyr er steppebison (Bison priscus), Vestkaukasisk stenbuk (Capra caucasica) og asiatisk muflon (Ovis orientalis). Rester af rensdyr (Rangifer tarandus) er fundet for første gang i Kaukasus. Størsteparten af fundene af dyrerester i hulen antages af være byttedyrm, som hulens neandertalerbeboere har bragt ind i hulen.

## Hulens form
Indgangen til hulen er en flere meter høj sprække i klippen. Bag indgangen er hulen et par meter høj. Ca. 10 meter inde i hulen skifter gulvet fra klippe til ler.